# Pebre
Il pebre è un condimento cileno a base di coriandolo e/o prezzemolo, cipolla tritata, aceto, olio, peperoncini aji piccanti macinati o frullati e pomodori tritati.
Il pebre si usa comunemente sul pane. Viene utilizzato anche sulla carne o sul choripán. Nell'estremo nord del Cile, il termine pebre si riferisce a una salsa più simile alla llajwa boliviana.

## Storia
La parola pebre in catalano significa pepe di qualsiasi tipo, in questo caso peperoncino ají. Nel resto della Spagna, si riferisce a una salsa a base di aceto, pepe, zafferano, chiodi di garofano e altre spezie.
L'origine del Pebre come salsa cilena risale all'arrivo di ingegneri catalani e muratori altamente qualificati sotto la supervisione dell'architetto italiano Joaquin Toesca, per la costruzione dei Tajamares de Santiago, i canali fluviali, i muri fluviali e i ponti per il fiume della città di Santiago, il Mapocho. I lavoratori catalani preparavano una salsa semplice (salsa) con coriandolo, olio, aceto e sale, chiamata Pebre per il suo ingrediente principale, l'ají.